# Taczanowskia
Taczanowskia Keyserling, 1879 è un genere di ragni appartenente alla famiglia Araneidae.

## Etimologia
Il nome è stato posto in onore di Władysław Taczanowski, zoologo, ornitologo ed aracnologo polacco (1819-1890).

## Distribuzione
Le quattro specie oggi note di questo genere sono state rinvenute in America meridionale (Brasile, prevalentemente; Bolivia, Argentina, Colombia e Perù).

## Tassonomia
Dal 2002 non sono stati esaminati esemplari di questo genere.
A dicembre 2012, si compone di quattro specie:
- Taczanowskia mirabilis Simon, 1897 - Bolivia, Brasile
- Taczanowskia sextuberculata Keyserling, 1892 - Colombia, Brasile
- Taczanowskia striata Keyserling, 1879[2] - Perù, Brasile, Argentina
- Taczanowskia trilobata Simon, 1897 - Brasile

### Sinonimi
- Taczanowskia penicillata Simon, 1896; posta in sinonimia con T. striata Keyserling, 1879 a seguito di un lavoro di Levi (1996a).
- Taczanowskia pulchra Soares, 1944; posta in sinonimia con T. mirabilis Simon, 1895 a seguito di un lavoro di Levi (1996a).